# Wooden Peak (Band)
Wooden Peak ist eine englischsprachige Independent-Band aus Leipzig, welche akustische Elemente mit elektronischen kombiniert. Im Kern besteht die Band aus Sebastian Bode und Jonas Wolter, welche für Alben und Livemusik auch mit anderen Musikern zusammenarbeiten. Ein häufiges Missverständnis ist, dass der Bandname dem gleichnamigen Berg entliehen sei.

## Geschichte
Bereits 2006 gründete das Duo Studio, Label und Verlagsedition Teleskop. Zu diesem Zeitpunkt noch in Rostock begannen sie 2008 gemeinsam Musik zu machen und 2009 erschien das erste Album frog, gefolgt von einer Tour.
Das zweite Album Lumen wurde 2011 auf Analogsoul zuerst als CD und 2012 auf Vinyl veröffentlicht. Eine anschließende Tour fand zu Beginn des Jahres 2012 statt.
Polar wurde als drittes Album der Band in den Formaten CD und Digital herausgebracht. Nach einer absolvierten dazugehörigen Tour wurde auf Wunsch der Fans ein Crowdfunding für eine Vinylpressung gestartet. Das Crowdfunding-Ziel konnte zu Beginn des Jahres 2014 erreicht werden. Es folgte eine Neubearbeitung der Stücke durch befreundete Künstler (unter anderem The Micronaut und Petula), welche auf dem Album Polar Revisited veröffentlicht wurden.
2015 erschien die Polygon EP, auf welcher zum ersten Mal eine Zusammenarbeit mit Antonia Hausmann (Posaune) und  Wencke Wollny (Klarinette, Gesang) stattfand. Im Herbst des gleichen Jahres fand eine Tour in Ecuador statt, zu der auch der Film Ermitaños entstand. Aus der Tour resultierende Freundschaften zu Bands aus Ecuador bestehen bis heute und lassen sich auch im Musikkatalog der Verlagsedition Teleskop wiederfinden. Im Jahr 2016 folgte eine Support Tour für die US-amerikanische Band Tortoise in Deutschland.
Das vierte Album Yellow Walls erschien 2019, mit einem deutlich veränderten Sound, welcher mehr elektronische Elemente zur Geltung brachte und von Boris Gronemberger (Girls in Hawaii) co-produziert wurde. Dieses wurde erstmals auf dem eigenen Label Teleskop veröffentlicht und die zugehörige Tour fand mit Markus Rom statt.
Mit Electric Versions wurde 2020 eine weitere Zusammenarbeit mit Antonia Hausmann (Posaune) und Wencke Wollny (Klarinette, Gesang) umgesetzt. Das Album wurde digital und auf Vinyl über das Label  Teleskop herausgebracht. Bereits existierende Titel wurden um elektronische Elemente erweitert und teils neu arrangiert. Im Vorfeld zur Veröffentlichung des Albums wurden die Titel _A28_M Point und Who Blinks First als Live Studio Sessions und Singles veröffentlicht. Durch die COVID-19-Pandemie konnte eine zum Album gehörende Tour nicht stattfinden. Im Frühjahr 2021 wurde ein digital übertragenes Release-Konzert in der  naTo Leipzig gespielt. Der Gewinn des Konzerts wurde an die Spielstätten verteilt, in denen die Tour eigentlich stattgefunden hätte.

## Musikstil
Die Musik von Wooden Peak war auf den ersten beiden Alben stark vom Klang der akustischen Gitarre in Verbindung mit dem Schlagzeugspiel Bodes geprägt. Mit dem Einsatz der E-Gitarre und verstärktem Einfluss von elektronischen Elementen in den folgenden Veröffentlichungen veränderte sich die Musik prägend. Der Gebrauch von Field Recordings und Klangtexturen, welche nahtlos mit Gesang und Instrumenten verschmelzen, stellen eine Besonderheit ihrer Musik dar.
Wolter projiziert die Texte in einer Art Sprechgesang und wird in den Harmonien und Melodien von Bodes Stimme unterstützt. Die Texte behandeln politische und gesellschaftliche Themen in einer oftmals ausgeprägten Bildsprache.
Musik und Texte entstehen gemeinsam. Die Aufführungen finden aber auch in verschiedenen Besetzungen statt.  Auf der Polygon EP und dem letzten Album Electric Versions waren Antonia Hausmann (Posaune), Wencke Wollny (Klarinette, Gesang), Alex Binder (E-Bass) beteiligt und in der Live Besetzung vertreten. Aktuell touren Wooden Peak in elektronischer Besetzung mit unterschiedlichen Gästen. Das Bandprojekt als Trio wird von Markus Rom (E-Bass, Synthesizer) live begleitet.

## Diskografie
Alben
- 2009: Frog (Kasabitunez)
- 2011: Lumen (Analogsoul)
- 2013: Polar (Analogsoul)
- 2014: Polar Revisited (Remixalbum, Analogsoul)
- 2019: Yellow Walls (Analogsoul)
- 2020: Electric Versions (Remixalbum, Teleskop)

EPs
- 2015: Polygon (Analogsoul)
- 2022: Human | Machine | Nature (Teleskop)